# I Don't Wanna Live Forever
Singles par Zayn Malik
Freedun
(2016) Still Got Time
(2017)
Singles par Taylor Swift
New Romantics
(2016) Look What You Made Me Do
(2017)
I Don't Wanna Live Forever est une chanson du chanteur anglais Zayn en duo avec la chanteuse américaine Taylor Swift pour le film Cinquante Nuances plus sombres. La chanson est sortie le 9 décembre 2016 sous le label Republic Records. 

## Composition
La chanson est une ballade electro-RnB et est écrit en La mineur avec un tempo rythmé de 118 bpm. 

## Clip
Le clip est sorti le 27 janvier 2017 sur les chaînes Youtube de Zayn et Taylor Swift respectivement. Il montre Zayn sortant de sa voiture, entouré de paparazzis puis qui rentre à l'hôtel tandis que la chanteuse est déjà dans la chambre d'hôtel. Les deux chanteurs se retrouvent pour chanter ensemble et se termine avec Taylor Swift, seule dans la chambre.

## Popularité
En 2024, le single est la troisième chanson la plus écoutée de Taylor Swift sur Spotify, avec 1,56 milliard d'écoutes.

## Performance
Taylor Swift a chanté le titre durant le Jingle Bell 2017 ainsi qu'à son deuxième concert du Reputation Stadium Tour à Manchester. 

## Awards
| Année | Organisation              | Award                                         | Resultat |
| ----- | ------------------------- | --------------------------------------------- | -------- |
| 2017  | Radio Disney Music Awards | Meilleure collaboration                       | Nommé    |
| 2017  | MTV Millennial Awards     | Meilleure collaboration de l'année            | Lauréat  |
| 2017  | Teen Choice Awards        | Collaboration en musique                      | Nommé    |
| 2017  | MTV Video Music Awards    | Meilleure collaboration                       | Lauréat  |
| 2018  | Grammy Awards             | Meilleure chanson écrite pour un média visuel | Nommé    |
| 2018  | Satellite Awards          | Meilleure chanson originale                   | Nommé    |
| 2018  | Brit Awards               | Clip britannique de l'année                   | Nommé    |
| 2018  | BMI Awards                | Chanson récompensée                           | Lauréat  |
| 2018  | iHeartRadio               | Titanium Awards                               | Lauréat  |